# Гаетано Тијене
Гаетано Тијене (Падова, 1. јул 1947) је италијански кардиолог, академик и инострани члан Одељења медицинских наука Српске академије наука и уметности од 30. октобра 2003.

## Биографија
Завршио је основне студије на Медицинском факултету Универзитета у Падови 1972, последипломске студије из кардиологије 1975. и последипломске студије из патолошке анатомије 1978. године. Радио је као редовни професор на Медицинском факултету Универзитета у Падови од 1990. до пензије и као директор Института за патолошку анатомију Универзитета у Падови 1998—2006. Помоћник је уредника Cardiovascular Pathology и Journal of Heart Valve Disease. Председник је Европског удружења за кардиопатологију, дописни је члан Галилејове академије у Падови, почасни је члан Краљевског колеџа у Лондону и инострани је члан Одељења медицинских наука Српске академије наука и уметности од 30. октобра 2003.
Истраживачки интереси Гаетано Тијенеа обухватају кардиоваскуларну медицину и патологију, посебно клиничко-патолошке студије и клиничко превођење основних истраживања, као и хируршку патологију нативних и протетских залистака.
У свом истражибвањеу приметио је и пријавио аритмогену кардиомиопатију као главни узрок изненадне смрти код младих и спортиста и допринео је расветљавању њене генетске основе. Он је главни архитекта италијанског програма у којем се сви млади појединци који учествују у спортским активностима тестирају на потенцијалне кардиоваскуларне проблеме. Вођа је групе у Падови која је радила на споју између патологије и генетике у кардиомиопатијама и идентификовала је неколико мутација које изазивају болести, повезујући их са клиничким и патолошким карактеристикама болести.